# كريشنا ليفي
كريشنا ليفي (بالفرنسية: Krishna Levy)‏ (و. 1964 – م) هو ملحن من فرنسا. ولد في نيودلهي.

## وصلات خارجية
- كريشنا ليفي على موقع IMDb (الإنجليزية)
- كريشنا ليفي على موقع ألو سيني (الفرنسية)
- كريشنا ليفي على موقع ميوزك برينز (الإنجليزية)
- كريشنا ليفي على موقع قاعدة بيانات الأفلام السويدية (السويدية)
- كريشنا ليفي على موقع ديسكوغز (الإنجليزية)
- كريشنا ليفي على موقع قاعدة بيانات الفيلم (الإنجليزية)
- كريشنا ليفي على موقع كينوبويسك (الروسية)